# Asplanchnopus bhimavaramensis
Asplanchnopus bhimavaramensis is een raderdiertjessoort uit de familie Asplanchnidae. De wetenschappelijke naam van deze soort is voor het eerst geldig gepubliceerd in 1975 door Dhanapathi.